# مینکو (اکلاهما)
مینکو(به انگلیسی: Minco) شهری در ایالت اکلاهما کشور ایالات متحده آمریکا است که جمعیت آن در سرشماری سال ۲۰۱۰ میلادی، ۱٬۶۳۲ نفر بوده‌است.